# Ratpenat nassut taronja
El ratpenat nassut taronja (Murina cyclotis) és una espècie de ratpenat que viu a Sri Lanka, l'Índia, el Nepal, Myanmar, el Vietnam, Malàisia, Indonèsia i les Filipines.